# سان إتيان دو روفراي
 سان إتيان دو روفراي، (بالفرنسية: Saint-Étienne-du-Rouvray)‏، هي بلدية فرنسية تابعة لإقليم  السين البحرية بمنطقة نورماندي، في شمال فرنسا.

## توأمة
لسان إتيان دو روفراي اتفاقيات توأمة مع كل من:
- نوردنهام
- نوفا كاخوفكا
- غيتسهيد